# Xincheng (socken i Kina, Shandong, lat 36,19, long 116,77)
Xincheng (kinesiska: 新城街道, 新城) är en socken i Kina. Den ligger i provinsen Shandong, i den östra delen av landet, omkring 56 kilometer söder om provinshuvudstaden Jinan.
Genomsnittlig årsnederbörd är 814 millimeter. Den regnigaste månaden är juli, med i genomsnitt 274 mm nederbörd, och den torraste är januari, med 7 mm nederbörd.